# Bruno Loerzer
Bruno Loerzer (22 janvier 1891 à Berlin — 23 août 1960) est un aviateur allemand, un des as allemands de Première Guerre mondiale et Generaloberst de la Luftwaffe pendant la Seconde Guerre mondiale.

## Biographie
Après avoir suivi une première formation à l'école des cadets du 112e régiment d'infanterie (de), il suit les cours de l'Académie militaire et devient lieutenant de réserve le 13 janvier 1913. Loerzer passe également ses examens de pilote juste avant le début de la guerre. Lorsque celle-ci éclate, il vole dans un biplace avec comme observateur un ancien camarade de régiment dont le nom sera inévitablement associé au sien, Hermann Göring.
Loerzer manifeste rapidement le désir de devenir pilote de chasse. Il combat dans plusieurs escadrilles avant de s'établir définitivement au sein du Jasta 26 (en) dont il devient même le chef d'unité le 18 janvier 1917. Après des débuts plutôt discrets, il connaît une période faste lors de l'automne 1917. Il accumule les victoires aériennes et se voit conférer la Croix de fer puis la Croix de Chevalier de la maison des Hohenzollern.
Le 21 février 1918, il est nommé commandant en chef de la 3e escadre et reçoit l'ordre Pour le Mérite après avoir atteint la barre symbolique des 20 victoires. Le 10 octobre, Loerzer est promu au grade de capitaine. Avec le Fokker VII équipé du moteur BMW, il obtient une vingtaine de victoires supplémentaires jusqu'à la fin de la guerre.
Lors de l'arrivée au pouvoir du parti nazi en 1933, il rejoint la Luftwaffe et est à nouveau promu, plus pour son amitié avec Göring que pour ses capacités de commandement. On le voit d'ailleurs souvent parader avec le chef de l'aviation et Hitler. Lors de la bataille de France, le 1er corps d'aviation, dont il a la charge, appuie la traversée de la Meuse par les troupes de Heinz Guderian. Pour cette action, il reçoit la Croix de Chevalier le 29 mai 1940. Lors de l'opération Barbarossa, il dirige à nouveau l'appui tactique aux Panzer de Guderian en Ukraine (Bialystok, Minsk et Smolensk), avec des succès mitigés. En novembre 1941, son corps est déplacé en Méditerranée afin de déloger les Britanniques de l'île de Malte. L'opération se solde par un échec. Göring le rappelle alors dans son état-major. Il est promu Generaloberst (général d'armée) le 10 février 1943 puis Chef de l'armement le 19 juin 1944. Il conserve ce grade jusqu'à la capitulation. Il meurt le 23 août 1960.

## Décorations
- Ehrenbecher für den Sieger im Luftkampf (de)
- Croix de fer (1914) II. et I. Classe
- Ordre de Hohenzollern Croix de Chevalier avec épées
- Pour le Mérite le 12 février 1918
- Ordre du Lion de Zaeringen Ritterkreuz II. Classe avec épées le 27 avril 1915
- Ordre du mérite militaire de Charles-Frédéric Croix de Chevalier le 8 août 1918
- Médaille de service de la Wehrmacht IV. et III. Classe
- Médaille des Sudètes avec barrette du Château de Prague
- Agrafe de la Croix de fer II. et I. Classe
- Croix de chevalier de la Croix de fer le 29 mai 1940
- Insigne de pilote-observateur en Or avec brillants